# Guardafui
Guardafui, též Gardafui (somálsky Gees Gwardafuy) je mys známý také jako Ras Asir a starými Řeky zmiňovaný jako Aromata promontorium, je krajním pevninským výběžkem Afrického rohu. Nalézá se na území Somálska, respektive jeho části, která v současnosti spadá do autonomního státu Puntland. Jedná se o jedno z nejvýchodnějších míst pevninské Afriky.

## Guardafuiský maják
První věž byla postavena na místní skále až v roce 1924, ačkoliv o potřebě postavení majáku se uvažovalo už od otevření Suezského průplavu v roce 1869. Kovová stavba s názvem Maják Francesca Crispiho byla vážně poškozena během vzpoury proti italské nadvládě v Somálsku. 
V roce 1930 proto Italové postavili nový maják - kamennou stavbu zpevněnou skružemi z betonu. Symbol fašistické vlády, která tehdy byla v Itálii u moci, se objevuje v pojetí dvanácti prutů obepínajících sekeru i na majáku vysokém 19 metrů.
Poslední strážce majáku Antonio Selvaggi, přezdívaný Kníže z Guardafui, měl pestré životní osudy. V roce 1941 byl zajat Angličany, po skončení druhé světové války pracoval jako holič v Mogadišu. Na Guardafuiském majáku sloužil až do jeho konce v roce 1957.
Navzdory tomu, že maják stojí na pevnině, jednalo se vždy o téměř opuštěné místo. Cesta do Auly, kde si strážci majáku vyzvedávali poštu, trvala na velbloudu dva dny.
Guardafuiský maják zpopularizoval ve své knize fotograf Alberto Alpozzi.